# James Croll
James Croll (Little Whitefield, 2 de janeiro de 1821 –– Perth, Escócia, 15 de dezembro de 1890) foi um climatologista escocês, famoso pelo desenvolvimento da teoria das mudanças climáticas com base nas alterações de órbita da Terra.
Durante sua vida, Croll teve diversos empregos, tendo como destaque o período que trabalhou como vendedor de seguros, no qual escreveu seu priemeiro livro, The Philosophy of Theism, em 1957. Dois anos depois, Croll se candidatou a um trabalho como faxineiro/empregado de limpeza na Andersonian College and Museum para ter acesso a livros que pudessem ajudá-lo a desenvolver as suas ideias. Durante seu período na função, passou a se interessar e estudar de forma autodidata sobre a teoria mais polêmica da época, a origem da era glacial.
Croll passou a supor no início que a era glacial tinha relação com a órbita da Terra ao redor do Sol, passando assim a definir as órbitas de todos os planetas e depois determinar a influência que tinham sobre a Terra. Croll chegou a conclusão que a cada 100 mil anos a órbita extrema da Terra causava o crescimento dessas camadas de gelo, dando início aos períodos glaciais. Para isto, ele levou em consideração que, uma vez que a Terra circunda o Sol em um ano numa forma elíptica, por longos períodos de tempo essa elipse ficava cada vez mais inclinada; ela se alongava, ficando ainda mais ovalada - esse alongamento é causado pela gravidade dos outros planetas retirando a Terra da posição. Croll também levou considerou outros fatores que também mudam com o tempo, como a inclinação da Terra. Quando isso ocorre, a Terra passa mais tempo de sua órbita longe do Sol do que em direção a ele. Croll concluiu que, quando os invernos ocorriam no período que a Terra estava mais afastada, estes costumavam ser mais intensos, com a temperatura chegando ao ponto mais baixo, cerca de vinte por cento mais frio. Embora que sua pesquisa inicial sugerisse que o frio não fosse o suficiente para causar uma era glacial, Croll levou em consideração que o início da era glacial era o suficiente para refletir o calor emitido pelo Sol, portanto, quanto mais calor o planeta emitia, mais frio o mesmo ficava.

## Obras publicadas
- The Philosophy of Theism (1857)[1]
- Climate and Time, in Their Geological Relations (1875)[1]
- Discussions on Climate and Cosmology (1886)[1]
- Stellar Evolution and Its Relations to Geological Time (1889)[1]